# Jokilammi
Jokilammi är en sjö i kommunen Kankaanpää i landskapet Satakunta i Finland. Sjön ligger 69,1 meter över havet. Arean är 1,26 kvadratkilometer och strandlinjen är 13,85 kilometer lång. Sjön  ingår i Karvia å huvudavrinningsområde.   Den ligger omkring 38 kilometer nordöst om Björneborg och omkring 230 kilometer nordväst om Helsingfors. 